# Шукайлов, Олег Владимирович
Оле́г Влади́мирович Шука́йлов (родился 10 мая 1974 года) — российский регбист, регбийный тренер и врач-травматолог-ортопед, известный по выступлениям за клуб «Красный Яр».

## Биография
Окончил Красноярский государственный медицинский университет имени профессора В. Ф. Войно-Ясенецкого в 1997 году (лечебный факультет). Как регбист выступал с 17 лет за клуб «Красный Яр», выиграл минимум 9 титулов чемпиона России[уточнить]. Семь лет работал хирургом в травмпункте. С командой ездил на учебно-тренировочные сборы в Новую Зеландию, где играл против местных клубов — «Крусейдер Найтс» (фарм-клуб команды «Крусейдерс») и «Мальборо Ред Девилз». Игровую карьеру завершил в 2012 году.
В сборной России дебютировал 24 сентября 1994 года матчем против Швеции в Энчёпинге. Последнюю игру провёл 8 ноября 2008 года против Испании. Сыграл всего 44 матча, набрал 10 очков благодаря двум попыткам. Особенно запоминающимся Шукайлов считал матч 13 октября 2002 года против Грузии, когда всю ночь перед игрой у гостиницы, где отдыхали игроки, ездили машины, были слышны громкие крики и стрельба, а по ходу встречи в российских игроков кидались бутылками и камнями. В 2004 году EA Sports выпустила игру Rugby 2004, в которой среди официально лицензированных российских регбистов оказался и Олег Шукайлов.
В 2013 году Шукайлов принял предложение Сергея Чупрова и вошёл в тренерский штаб клуба «Красный Яр» как тренер по схватке, также работал спортивным врачом команды. Совмещал свою работу с медицинской практикой ортопеда-травматолога, участвовал в медицинских конференциях. Работает врачом в медицинских клиниках «Динамика» и «ЛабиринтМед», специализируется на ортезировании (применение низкотемпературных термопластиков, изготовление ортезов для детей с ДЦП, лечение больных сколиозом).